# Landser (hudební skupina)
Landser byla německá neonacistická rocková skupina. Landser je zastaralé hovorové slovo pro vojáky nižších hodností. Skupina, jež byla v Německu oficiálně zakázána, se dříve jmenovala Endlösung (nebo Final Solution, tj. konečné řešení) a byla zformována z členů neonacistické skupiny Die Vandalen - Ariogermanische Kampfgemeinschaft (Vandalové - Arijskoněmecký bojový svaz), která byla založena v roce 1982. Ve srovnání s mnoha extrémně pravicovými skupinami jsou hudební i produkční schopnosti Landseru považovány za velmi vysoké.[zdroj?] Měli pouze jeden veřejný koncert, na němž hráli v maskách. Pořádali však také několik soukromých hudebních produkcí v restauracích v Berlíně.[zdroj?]

## Ilegalita
V Německu je skupina považována za zločineckou organizaci. Tři ze členů Landseru byli v prosinci roku 2003 usvědčeni z "formování zločinecké organizace" nebo z podněcování k rasové nesnášenlivosti. Frontman skupiny, Michael Regener (známý pod přezdívkou "Lunikoff", nebo "Luni" - Lunikoff byla značka vodky v NDR), byl odsouzen k třem letům vězení (šlo o první případ v německé historii, kdy byla zakázána hudební skupina). 10. května 2005 nejvyšší soud v Německu zamítl Regenerovu žádost o propuštění.
Po rozpuštění Landseru Regener v roce 2004 zformoval novou skupinu nazvanou Die Lunikoff Verschwörung (tj. Lunikoffovo spiknutí). Vytvořili několik CD, například roku 2004 Die Rückkehr des Unbegreiflichen,Amalek Vol. 1 & 2 nebo v roce 2005 Niemals auf Knien („Nikdy na kolenou“).
21. října 2006 přibližně 750 neonacistů zahájilo před věznicí, kde byl vězněn Michael Regener, protestní akci, na níž požadovali jeho propuštění.

## Produkce
Landser natáčel svá CD v Německu, ale jejich výroba probíhala v zahraničí, zejména v U.S.A, Kanadě a východní Evropě. Hudba byla distribuována přes internet díky "undergroundovým dealerům" pomoci peer to peer sítě nebo přes hudební vydavatelství ve Spojených státech nebo některých zemích Evropy, kde je skupina legální (většina zemí Východní Evropy a Velká Británie).

## Hudební zaměření
Některé z textů Landseru jsou nepolitické, inspirované starými lidovými "hospodskými" písněmi ("Totsauflied" - Píseň mrtvých pijáků nebo "Zeit zu geh'n" - Čas odejít). Jiné oslavují německé velikány - Fridrich II. Veliký nebo mají protidrogové zaměření ("Vom Frühstück bis zum Abendbrot" - Od snídaně po večeři). Nicméně, většina jejich textů se hlásí k agresivně nacionalistickému pohledu na svět a velmi kritizují německou vládu, její kontrolní a cenzurní úřady (například BfV), liberalismus a levici. Část textů je namířena proti komunistům, pedofilům a homosexuálům a také proti cizincům v Německu, zejména proti Číňanům, černochům, Židům a Turkům.
Jejich hudba se vysmívá Afričancům ("Afrika-Lied/Afrika für Affen" - "Africká píseň/Afrika opicím", "Reichskoloniallied" - "Říšská koloniální píseň"), Turkům ("Wieder mal kein Tor für Türkiyemspor" - "Žádný gól pro Türkiyemspor", tj. fotbalový tým ze Západního Berlína složený z tureckých imigrantů), Polákům ("Polackentango") a komunistům ("10 kleine Kommieschweine" - "10 malých komoušků").
První z alb Landseru bylo Das Reich kommt wieder (angl. The Reich Will Rise Again, česky Říše se vrátí). Na jiných albech Landseru - Republik der Strolche (Republika zlodějů) a Ran an den Feind, (Sejmi nepřítele), je titulní píseň RAC úpravou německého vojenského pochodu z roku 1940 "Bomben auf England" - volá po bombardování Izraele. Jedna z písní oslavuje nacistického pohlavára Rudolfa Hesse a v jiné "Sturmführer" "Poručík", Regener vzdává hold dědečkovi, který byl důstojníkem u zbraní SS.

## Diskografie
- Landser: Lunikoff Demo '92, ~1992, MC/později CD.
- Landser: Das Reich kommt wieder, 1992, MC/později CD - v Německu zakázané.
- Landser: Republik der Strolche, 1995, MC/CD - v Německu zakázané
- Landser: Berlin bleibt deutsch, 1996, CD (identické s bootlegem "Das Reich kommt wieder") - v Německu zakázané.
- Landser: Deutsche Wut, 1998, CD (nazývané "Rock gegen oben") - v Německu zakázané
- Landser: Best of..., 2001, CD. od října 2005 zakázané.
- Landser, Stahlgewitter, Hauptkampflinie (HKL): Amalek - v Německu zakázané.
- Landser: Ran an den Feind, 2001, CD - v Německu zakázané.
- Landser: Sampler, 2001, CD - v Německu zakázané.
- Landser: Endlösung - Final Solution: The Early Years, 2002, CD - v Německu zakázané.
- Tanzorchester Immervoll, 2002, CD.
- Rock gegen ZOG - hepp, hepp..., 2003, CD.
- Tribute to Landser, 2003, CD